# Frangiskos Manellis
Frangiskos Manellis, auch Fragiskos Manelis, griechisch Φραγκίσκος Μανέλλης (* 1911 in Adrianopolis; † 11. April 1978) war ein griechischer Schauspieler und Komiker. 

## Leben
Manellis spielte in 14 Filmen meist komische Rollen wie die des gutmütigen Trottels, oft an der Seite von Takis Miliadis und Thanasis Vengos. Auch zwei Drehbücher stammen aus seiner Hand. Frangiskos Manellis liegt begraben auf dem Friedhof Kokkino Mylo in Nea Filadelfia, einem Stadtteil Athens.